# Sean Harris
Sean Harris (sinh ngày 8 tháng 2 năm 1966) là nam diễn viên, biên kịch người Anh Quốc. Ông từng tham gia các phim Mission: Impossible – Rogue Nation (2015) và Mission: Impossible – Fallout (2018).

## Thời thơ ấu
Harris sinh ra tại Bethnal Green, London nhưng lớn lên tại Lowestoft, Suffolk. Ông theo học trường trung học Denes (giờ là Học viện Ormiston Denes) tại Lowestoft. Năm 23 tuổi, ông chuyển tới London sống và học tập trong khoảng từ năm 1989 đến 1992.

## Danh sách phim

### Điện ảnh
| Năm  | Tên     | Vai | Ghi chú |
| ---- | ------- | --- | ------- |
| 2021 | Spencer |     |         |

### Truyền hình
| Năm       | Tên                            | Vai                                             | Ghi chú |
| --------- | ------------------------------ | ----------------------------------------------- | ------- |
| 1994      | Minder                         | Dean                                            |         |
| 1994      | The Bill                       | Matthew Grogan / Russell Hines / Stuart Kennedy |         |
| 1995      | Signs and Wonders              | Carl Maynard                                    |         |
| 1995      | The Vet                        |                                                 |         |
| 2006      | See No Evil: The Moors Murders | Ian Brady                                       |         |
| 2007      | Wedding Belles                 | Adrian Collins                                  |         |
| 2007      | Ashes to Ashes                 | Arthur Layton                                   |         |
| 2011–2013 | The Borgias                    | Micheletto Corella                              |         |
| 2013      | Southcliffe                    | Stephen Morton                                  |         |
| 2014      | Jamaica Inn                    | Joss Merlyn                                     |         |